# Gammelgården (Ort)
Gammelgården ist ein Ort (tätort) in der schwedischen Provinz Norrbottens län, in der historischen Provinz (landskap) Norrbotten.
Gammelgården gehört zur Gemeinde Kalix und innerhalb dieser seit 1. Januar 2016 zum Distrikt Nederkalix, benannt nach dem Kirchspiel (socken), das diesen Namen seit 1644 trägt. Es liegt gut 50 km Luftlinie nordöstlich der Provinzhauptstadt Luleå und 6 km nordwestlich von Kalix, flussaufwärts am linken Ufer des Kalixälven. Beim Gammelgården befinden sich Stromschnellen, inmitten derer die Inseln Åkerholmen und Syniholmen liegen.
Durch den Ort führt die sekundäre Provinzstraße BD 721, die dem Flussufer folgt. In Kalix sowie über eine Brücke etwa vier Kilometer oberhalb von Gammelgården besteht Anschluss an die dort am anderen Ufer verlaufende Europastraße 4 (Europaväg 4).
Der Ort wurde 1505 erstmals urkundlich erwähnt. Bis ins 19. Jahrhundert gab es dort wasserbetriebene Sägewerke und Mühlen; im 18. Jahrhundert wurden Schiffe gebaut.